# پلیس دیوانه ۲
پلیس دیوانه ۲ (به انگلیسی: Maniac Cop 2) یک فیلم اکشن و اسلشر آمریکایی محصول سال ۱۹۹۰ به کارگردانی ویلیام لوستیگ و نویسندگی لری کوئن است. این دومین قسمت از مجموعه فیلم‌های پلیس دیوانه محسوب می‌شود. در این فیلم رابرت داوی، کلودیا کریستیان، مایکل لانر و بروس کمبل بازی می‌کنند و رابرت زی‌دار در نقش متیو کوردل، یک افسر پلیس مرده که پس از قتل خودش به قاتل زنجیره‌ای تبدیل شده، بازمی‌گردد.
این فیلم به صورت فیلم ویدئویی در سال ۱۹۹۰ منتشر شد و نقدهای متفاوت تا مثبتی دریافت کرد و بسیاری آن را به عنوان یک پیشرفت نسبت به نسخه قبلی خود می‌دانستند.

## داستان
متیو کوردل، «پلیس دیوانه» که اکنون مرده‌است، پس از گیرکردن لوله و فرورفتن در آب، به یک مرده متحرک پلیس تبدیل شده و ولگردی و قانونی شکنی خود را در شهر نیویورک از سر می‌گیرد.